# Chicago Sun-Times

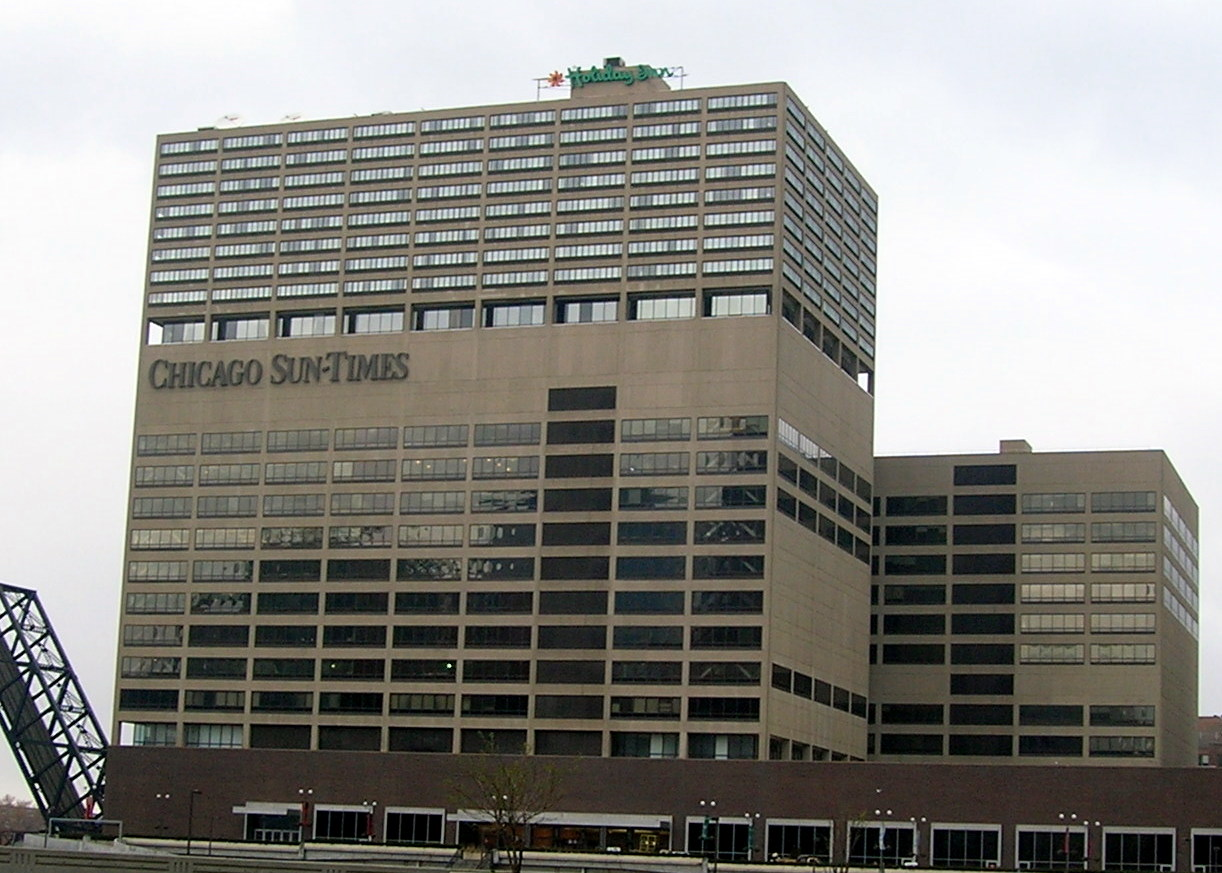
Prédio sede do Chicago Sun-Times

Chicago Sun-Times é um jornal diário publicado na cidade de Chicago, no estado norte-americano de Illinois.